# Glacera Klutlan
La glacera Klutlan és una gran glacera de 64 quilòmetres de llarg que es troba dins el Pac Nacional Wrangell-Sant Elias, a la frontera entre l'estat d'Alaska, als Estats Units, i el territori del Yukon, Canadà. Es forma entre el mont Churchill i el mont Bona i discorre cap a l'est vers el mont Natazhat, tot creuant la frontera amb el Canadà, i posteriorment gira cap al nord per formar la capçalera del riu Klutlan. El nom natiu li fou donat el 1891 per C. W. Hayes del Servei Geològic dels Estats Units.